# Anthela denticulata
Anthela denticulata is een vlinder uit de familie van de Anthelidae. De wetenschappelijke naam van de soort is voor het eerst geldig gepubliceerd in 1856 door Newman.